# Riders of the Dark

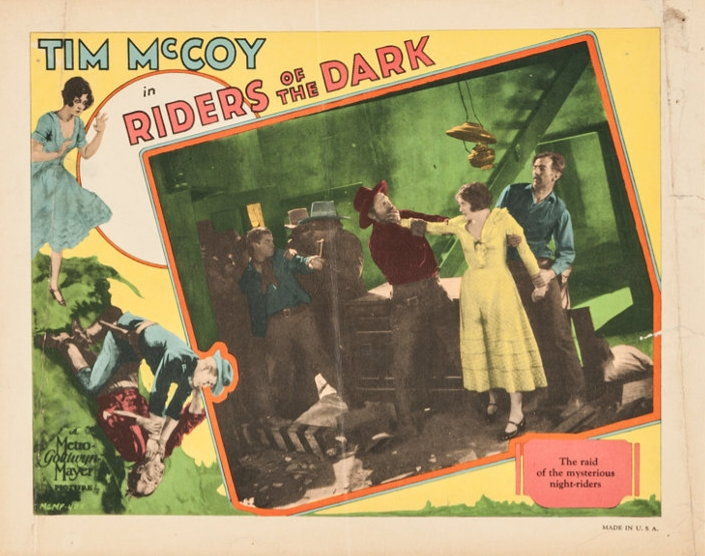
Affiche du film.

Riders of the Dark est un western américain réalisé par Nick Grinde, sorti en 1928.

## Synopsis
Le lieutenant Crane, un Texas Rangers, se bat pour protéger le fils et la fille d'un journaliste qui a été assassiné.

## Fiche technique
- Réalisation : Nick Grinde
- Scénario : W. S. Van Dyke, Madeleine Ruthven
- Photographie : 	George Gordon Nogle
- Montage : Dan Sharits
- Production : Metro-Goldwyn-Mayer
- Distributeur : Metro-Goldwyn-Mayer
- Genre : Western[2]
- Durée : 60 minutes
- Date de sortie : 21 avril 1928

## Distribution
- Tim McCoy : Lt. Crane
- Dorothy Dwan : Molly Graham
- Rex Lease : Jim Graham
- Roy D'Arcy : Eagan
- Frank Currier : Old Man Redding
- Bert Roach : Sheriff Snodgrass
- Dick Sutherland : Rogers